# Fritiof Andersson
Fritiof Andersson är en ofta återkommande figur i Evert Taubes visdiktning. Fritiof Andersson är eller har varit sjöman, och han har även varit gaucho på sydamerikanska Pampas. Evert Taube introducerade Fritiof Andersson 1919 i visan med samma namn och som spelades in vid hans första grammofoninspelning 1921.
Anderssons livsöde återkommer även senare i Taubes diktning, och man kan genom Taubes visor följa honom genom ungdomen från Bohuslän till hans äldre dagar, med en lägenhet på Söder i Fritiof Anderssons polka i väntan på att få gå till sjöss, och på resor i Italien och Sydfrankrike. I visorna Fritiof Andersson och Jag är fri jag har sonat beskrivs hur han sitter i fängslad i Buenos Aires. I Möte i monsunen beskrivs hur han blivit sjanghajad och kidnappad. Han är på Pampas och blir förälskad i värdshusvärdsdottern Carmencita från San Borombon i låten Fritiof och Carmencita. De återförenas i visan Tango i Nizza, där Fritiof berättar att hon alltid varit den ende, och Carmencita berättar att hon trodde han förstod att hennes avvisning i den föregående visan inte var riktig.

## Taube-visor med Fritiof Andersson
- 1919 Fritiof Andersson. Berättelsen fortsätter i Jag är fri, jag har sonat
- 1929 Balladen om briggen "Blue Bird" av Hull. Taube anger att den berättas av Fritiof Andersson, vars far gick med i livbåten då Blue Birds besättning skulle bärgas.
- 1929 Fritiof Anderssons paradmarsch
- 1929 Fritiof Anderssons polka
- 1929 Jag är fri, jag har sonat. Fortsättning på Fritiof Andersson
- 1929 Karl-Alfred, Fritiof Andersson och jag
- 1929Tatuerarevalsen
- 1936 Möte i monsunen
- 1937 Fritiof och Carmencita. Berättelsen fortsätter i Tango i Nizza
- 1937 Fritiofs avsked
- 1938 Fritiof i Arkadien
- 1938 Tango i Nizza. Fortsättning på Fritiof och Carmencita
- 1942 Rosa på bal